# Emmy Paungarten

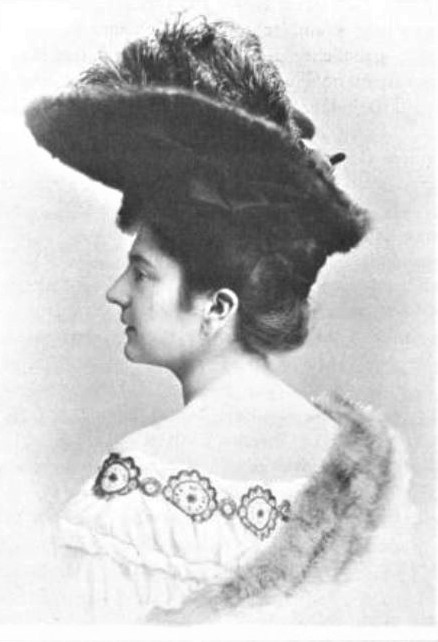
Emmy Paungarten, 1905

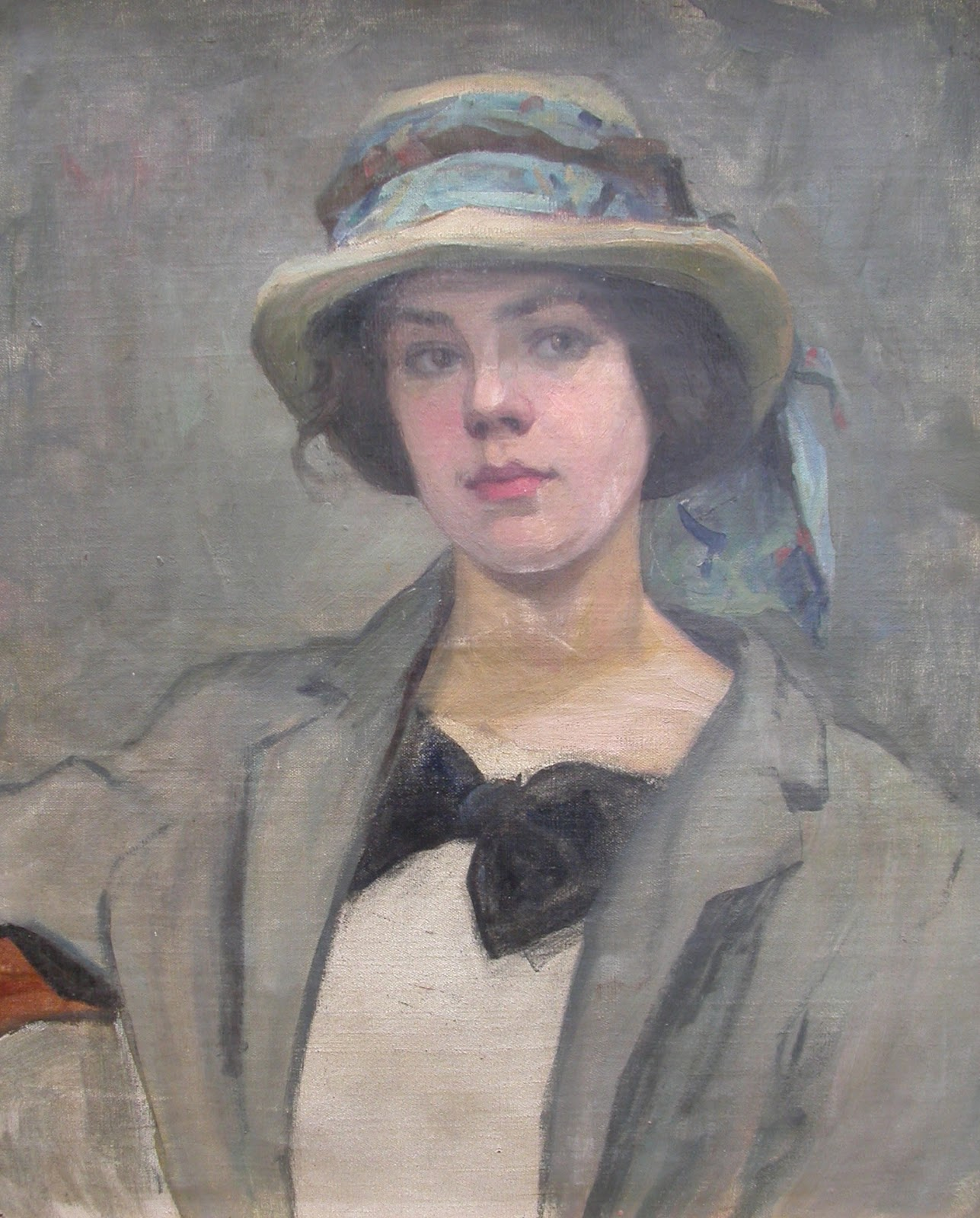
Selbstporträt mit Hut, 1912

Emmy Paungarten (als Emma Freiin von Paungarten; * 29. Juli 1874 in Klagenfurt; † 20. Dezember 1947 in Graz) war eine österreichische Malerin.

## Leben
Emmy Paungartens Eltern waren der k. k. Major Maximilian Freiherr von Paungartten zu Deitenkofen und Maßbach und Pauline, Tochter des Friedrich Edlen von Knapitsch, Besitzer von Schloss Mayerhofen bei Friesach in Kärnten. Das Ehepaar hatte außerdem einen Sohn, Maximilian.
Emmy Paungarten begann nach dem Abschluss des Lyzeums ihre künstlerische Ausbildung 1894 an der Landschaftlichen Zeichenakademie in Graz unter Heinrich Schwach. 1902 studierte sie im Münchner Künstlerinnenverein bei Christian Landenberger. Anschließend war sie in München zwischen 1903 und 1905 je einige Monate lang Schülerin von Heinrich Knirr und Anton Ažbe. Studienreisen führten sie nach Venedig, Padua, Paris (ab 1911), Bulgarien, Rumänien und Konstantinopel. In Paris arbeitete sie an der Académie Moderne unter anderem bei Othon Friesz.
Emmy Paungartens fester Wohnsitz befand sich in Graz, wo sie als Lehrerin Kunstunterricht erteilte. Sie war seit 1899 Mitglied sowie seit 1906 ordentliches Mitglied des dort ansässigen Vereines der Bildender Künstler Steiermarks und beschickte regelmäßig dessen Jahresausstellungen. Sie war außerdem ordentliches Mitglied des Österreichischen Künstlerbunds. Auch an den Ausstellungen des Steiermärkischen Kunstvereins beteiligte sie sich. 1909 erhielt sie für ein dort gezeigtes Porträt die Silberne Medaille der Stadt Graz.

## Werk

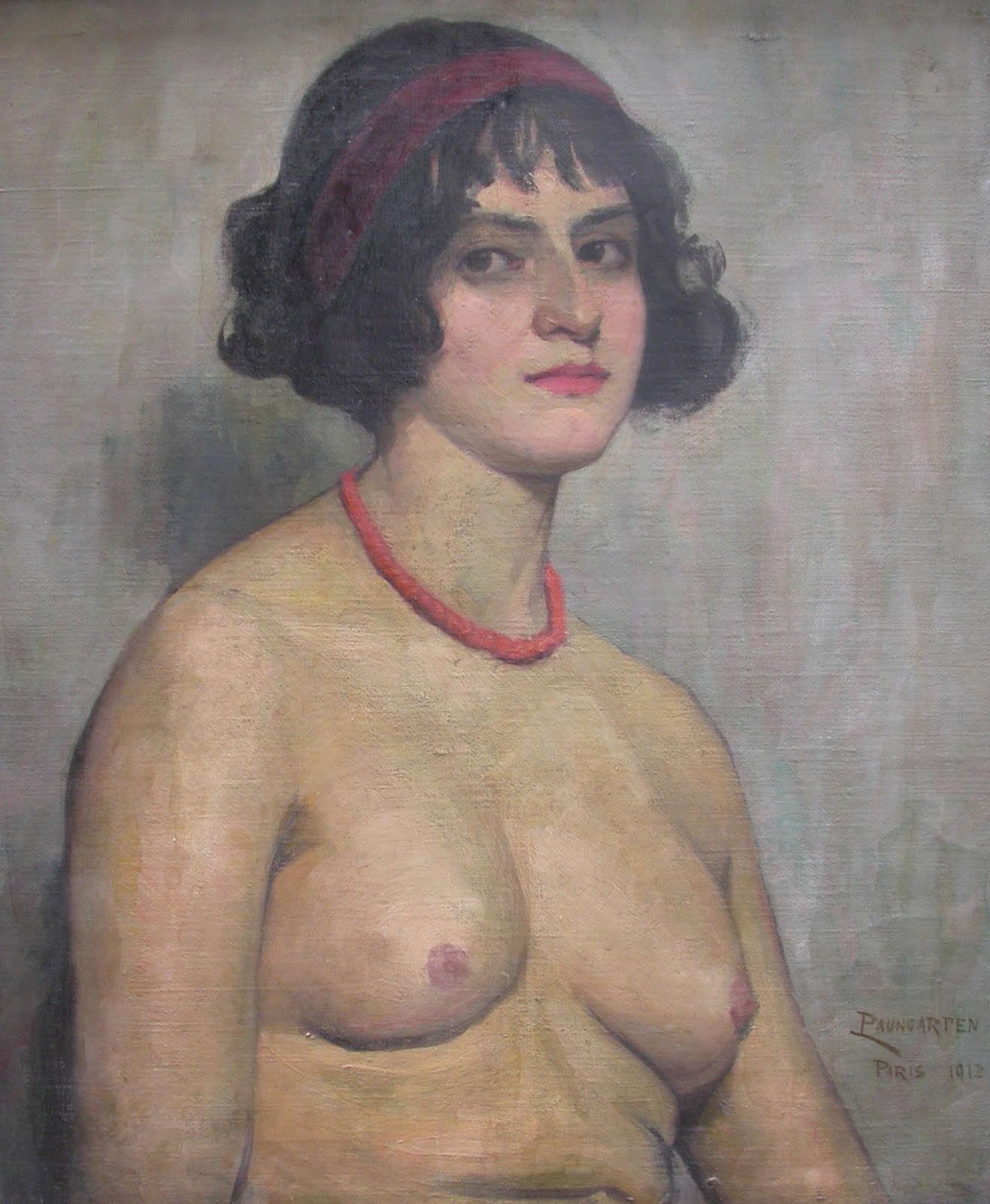
Rückseitiges Selbstporträt als Halbakt

Emmy Paungarten widmete sich vor allem der Porträtmalerei, schuf aber auch Stillleben (Blumen- und Fruchtstücke) und Landschaften. Sie malte in Öl und Pastell. Charakteristisch für ihre Werke ist die naturgetreue Darstellung.
2020 wurden bei der Ausstellung Ladies First! in der Neuen Galerie Graz erstmals einige Werke Emmy Paungartens präsentiert, die ihr Bruder dem Museum vermacht hatte. Im Fokus stand dabei ein Doppel-Porträt, das während ihrer Zeit in Paris entstand. Es zeigt auf der einen Seite ein Selbstporträt mit Hut und auf der anderen einen Halbakt, der vermutlich ebenfalls die Künstlerin darstellt.
Werke (Auswahl)
- Selbstporträt mit Hut und Selbstporträt als Halbakt (rückseitig), 1912, Öl auf Leinwand, 63 × 53 cm, ausgestellt 2020 Ladies First! in der Neuen Galerie Graz
- Stilleben mit Sumpfdotterblumen in Vase und Biedermeierschale, um 1914, Leinwand, 48,3 × 38 cm, Neue Galerie Graz
- Stilleben mit Pfingstrosen und Biedermeierschale, 1914, Leinwand, 70,6 × 50,6 cm, Neue Galerie Graz
- Damenbildnis, um 1910, Leinwand, 67,5 × 77,5 cm, Neue Galerie Graz[8]
- Kaiserbildnis (lebensgroßes Porträt des Kaisers), 1905, für Finanz-Landesdirektion, Graz[9]
- Goldknöpfe, Blumenstück, ausgestellt 1908 bei Herbstausstellung der Genossenschaft der bildenden Künstler Wiens
- Porträt Rittmeister von Steffanelli
- Porträt Frau von Ettingshausen
- Porträt Frau von Artens[10]
- Porträt Der kleine Franzl, ausgestellt 111. Ausstellung des Steiermärkischen Kunstvereins 1910[11]

## Ausstellungen (Auswahl)
- 1902–1908, 1926, 1947: Verein bzw. Genossenschaft bildender Künstler Steiermarks, Graz
- 1908: Verein der bildenden Künstler Steiermarks bei Herbstausstellung der Genossenschaft der bildenden Künstler Wiens, Künstlerhaus Wien
- 1909: Herbstausstellung der Genossenschaft der bildenden Künstler Wiens, Künstlerhaus Wien
- 1909–1912, 1914: Steiermärkischer Kunstverein, Graz
- 2020: Ladies First! Künstlerinnen in und aus der Steiermark 1850 bis 1950, Neue Galerie Graz